# Mango (empresa)
Punto Fa, SL, conhecida como Mango, é uma empresa varejista de fast-fashion espanhola fundada em Barcelona pelos irmãos Isak Andic e Nahman Andic. Ela projeta, fabrica e comercializa roupas e acessórios femininos, masculinos e infantis.

## História
A Mango foi fundada pelos imigrantes judeus sefarditas da Turquia, Isak Andic e seu irmão Nahman Andic, em 1984.
O site da Mango foi criado em 1995 e, em 2000, abriu sua primeira loja online.
HE by Mango é uma rede masculina criada em 2008, e renomeada Mango Man em 2014. O jogador de futebol Zinedine Zidane ajudou a divulgar o Mango Man.
A Mango tem mais de 16.000 funcionários, 1.850 dos quais trabalham no Hangar Design Centre e na sua sede em Palau Solità i Plegamans, Barcelona. O maior mercado da Mango é a Espanha, mas Istambul, na Turquia, tem o maior número de lojas Mango.
Desde o outono de 2012, Kate Moss foi a musa da Mango. Ela apareceu pela primeira vez em um vídeo com Terry Richardson, que filmou a campanha e dirigiu o comercial. Moss foi substituído pela modelo australiana Miranda Kerr.
A empresa lançou sua linha para adolescentes, Mango Teen, por meio de uma loja pop-up com um palco TikTok para clientes em Barcelona, na Rambla de Catalunya, 76, em setembro de 2020.
Para comemorar seu 40º aniversário em 2024, a Mango anunciou recentemente sua colaboração com a marca Victoria Beckham em abril. Foi relatado que a coleção Victoria Beckham x Mango estaria disponível a partir de 23 de abril de 2024.
Em abril de 2024, a Mango investiu na start-up de mobilidade compartilhada Hoop Carpool. No mesmo período, a Mango anunciou sua expansão nos EUA com a abertura de novas lojas em Washington, DC e Massachusetts. Mais tarde, em maio, a Mango abriu sua loja no Angel Central, em Londres. A Mango também abrirá uma nova loja em Marselha após o verão de 2024.

## Controvérsias

### Desabamento de prédio em Bangladesh
Em 24 de abril de 2013, o edifício comercial Rana Plaza de oito andares desabou em Savar, um subdistrito perto de Dhaka, capital de Bangladesh. Pelo menos 1.127 pessoas morreram e mais de 2.438 ficaram feridas. A fábrica abrigava várias fábricas de vestuário separadas, empregando cerca de 5.000 pessoas, várias lojas e um banco e fabricava roupas para marcas como Benetton Group, Joe Fresh, The Children's Place, Primark, Monsoon e Dressbarn. Das 29 marcas identificadas como tendo adquirido produtos das fábricas do Rana Plaza, apenas 9 compareceram às reuniões realizadas em novembro de 2013 para concordar com uma proposta de indenização às vítimas. Várias empresas se recusaram a assinar, incluindo Walmart, Carrefour, Bonmarché, Mango, Auchan e Kik. O acordo foi assinado pela Primark, Loblaw, Bonmarche, e El Corte Inglés.

### Processo por bolsa de veludo
Em 2010, a divisão francesa da Mango foi processada por Anne-Cécile Couétil, criadora da marca Velvetine, que alegou que a Mango copiou dois modelos de suas bolsas. Apesar de uma tentativa de proteção via INPI e das semelhanças entre seus produtos e os da Mango, a criadora perdeu a ação. Ela foi condenada a pagar € 6.000 à Mango. No seu blog, Couétil afirmou que queria apresentar um recurso. Vários blogueiros ficaram surpresos com a decisão judicial, dizendo que ela era injusta. A marca Mango reagiu no Facebook através da sua fanpage oficial e respondeu também no blog da criadora.

### Reação à invasão russa da Ucrânia
No início da invasão russa da Ucrânia, a Mango tentou preservar suas operações na Rússia. “Dada a responsabilidade que temos para com os nossos 800 funcionários na Rússia, bem como para com os nossos franqueados e parceiros, tentámos salvaguardar as nossas operações no país até ao último momento”, afirmou a empresa. A empresa decidiu tomar diversas iniciativas em resposta à situação geopolítica, como fornecer ajuda aos funcionários ucranianos e russos, oferecer apoio financeiro aos funcionários que permaneceram no país e fornecer orientação por meio de equipes locais a todos os funcionários e seus familiares que se mudaram para fora do país. A Mango declarou uma cessação temporária das operações na Rússia no início de março. A empresa fechou todas as suas 55 lojas, tornou indisponível a sua plataforma de vendas online na Rússia e cessou o envio de novas mercadorias para a região.